# August Pott
August Friedrich Pott (* 7. November 1806 in Northeim; † 27. August 1883 in Graz) war ein deutscher Kammermusiker, Geiger und Hofkapellmeister des Oldenburger Orchesters.

## Leben
Pott war der Sohn des Northeimer Stadtmusikanten Johann Ferdinand Pott und sollte ursprünglich, wie sein Vater, Waldhornist werden. Seine frühzeitig erkannte Begabung für die Geige führte aber dazu, dass er ab seinem 13. Lebensjahr in Hannover und dann in Kassel, dort von dem berühmten Komponisten, Geiger und Hofkapellmeister Louis Spohr, Geigenunterricht erhielt. Mit 17 Jahren erhielt Pott seine erste Anstellung als Kammermusiker in der Hannoverschen Hofkapelle. Er galt als einer der besten deutschen Geigenvirtuosen seiner Zeit und unternahm schon bald ausgedehnte Konzertreisen, u. a. nach Paris und Kopenhagen. Der dänische König Friedrich der VI. zeichnete ihn mit dem Titel eines Professors der Universitäten Kopenhagen und Kiel aus. Die begehrte Position eines Konzertmeisters in der Hannoverschen Hofkapelle blieb ihm allerdings verwehrt.
Daher bewarb sich Pott um die 1832 neu geschaffene Stelle eines Hofkapellmeisters in Oldenburg. Für seine Berufung scheint ein Solo-Konzert, das er im Februar 1832 in Oldenburg gab, den Ausschlag gegeben zu haben. Pott wurde laut Anstellungsinstruktion Kapellmeister beim Großherzoglichen Hofe mit der Pflicht nicht allein der Direktion der Hofkonzerte und was dazu gehört . . sondern auch zum Solo- oder Konzertspiel auf der Geige in denselben, ingleichen zum Quartettspiel bei Hofe. Daneben wurde er zur Begleitung der Großherzogin beim Klavierspiel verpflichtet und zum Musikdirektor am Lehrerseminar Oldenburg ernannt sowie zum Leiter des Singvereins. Erst im zwölften Paragraphen seiner Anstellungsinstruktion wurde ihm, eher beiläufig, die Möglichkeit eingeräumt, in Beachtung der sonstigen polizeilichen Vorschriften, unter Mitwirkung der Hofkapelle öffentliche Konzerte in der Stadt aufzuführen. In diesem Paragraphen verbirgt sich der Beginn des öffentlichen, bürgerlichen Musiklebens in Oldenburg, dem Pott als erster, langjähriger Dirigent der Hofkapelle wichtige Impulse gab. Unter seiner Leitung entwickelte sich in der Stadt Oldenburg ein regelmäßiger Konzertbetrieb, der sich trotz aller Mängel und Startschwierigkeiten mit dem anderer kleiner Residenzen messen konnte, da es gelang, führende Konzert- und Gesangssolisten dieser Zeit, so etwa Louis Spohr, Clara Schumann, Joseph Joachim und Jenny Meyer, nach Oldenburg zu holen.
Als Geigenvirtuose war Pott noch kein Dirigent im modernen, sich erst im späteren 19. Jahrhundert ausbildenden, Sinne. Als Leiter der Hofkapelle trat er oftmals harsch und autoritär auf, was viele Konflikte zwischen ihm und den Musikern, die zu dieser Zeit kein modernes, professionelles Orchester bilden konnten, verursachte. Dennoch konnte Pott seinem Nachfolger Albert Dietrich 1861 eine intakte Hofkapelle und ein städtisches Publikum übergeben, das das Angebot eines bürgerlichen Konzertlebens in der Stadt Oldenburg gut angenommen hatte.
Neben seiner Bedeutung als Geigenvirtuose konnte Pott sich ebenso, wie nahezu alle Dirigenten des frühen und mittleren 19. Jahrhunderts, als Komponist hervortun. Die Autographen seiner Werke, die heute weitgehend vergessen sind, werden zum Teil in Oldenburg aufbewahrt. Die Oldenburgische Volkshymne Heil dir, o Oldenburg wurde von Pott in einen seiner symphonischen Versuche eingearbeitet. 
Weiterhin war Pott Initiator des Salzburger Mozart-Denkmals in Salzburg, für das er zum Teil seine Konzerthonorare stiftete und Sammlungen bei zeitgenössischen Komponisten veranstaltete. Bei der Enthüllung dieses Denkmals im Jahr 1842 dirigierte er den Festakt.
Pott wurde auf eigenen Wunsch am 1. Januar 1861 pensioniert. Er verbrachte seinen Ruhestand in Graz und war Direktor des steiermärkischen Musikvereins. Pott war mit der österreichischen Klaviervirtuosin und Komponistin Aloisia Winkler von Forazest (* 23. April 1815; † 15. Mai 1882) verheiratet.